# Catoptropteryx afra
Catoptropteryx afra är en insektsart som först beskrevs av Karsch 1889.  Catoptropteryx afra ingår i släktet Catoptropteryx och familjen vårtbitare. Inga underarter finns listade i Catalogue of Life.